# The Nightly Disease
The Nightly Disease ist das zweite Album der norwegischen Band Madrugada. Es wurde August bis Oktober 2000 in den Water Music Recorders Studios in Hoboken nahe New York City aufgenommen. Produziert wurde es von der Band zusammen mit John Agnello, der auf dem Debütalbum Industrial Silence der Band bereits als Tonmischer mitgewirkt hatte. Das Album stieg wie sein Vorgänger auf Platz eins in die norwegischen Albumcharts ein.

## Entstehungsgeschichte
Nach der Veröffentlichung ihres ersten Albums Industrial Silence 1999 ging die Band auf Norwegen- und Europatournee. Dabei entstanden bereits einige Stücke des neuen Albums. Im Sommer/Herbst 2000 wurde dann mit den Arbeiten am Nachfolger begonnen. Die Aufnahmen begannen am 21. August 2000 und dauerten acht Wochen, obwohl ursprünglich sechs Wochen geplant waren. An den Aufnahmen wirkten für einige Stücke der US-amerikanische Slide-Gitarrist Eric Heywood und die US-amerikanische Sängerin Siobhan Duffy mit. Das Abmischen des Albums zog sich ebenfalls länger hin als geplant. Eine erste Fassung erwies sich als zu schwach, daher reiste die Band im November 2000 erneut nach Hoboken, um mit Agnello einen Mix zu finden, in dem vor allem Sivert Høyems Gesangsstimme kraftvoller zur Geltung gebracht werden konnte. Das Mastering wurde im Januar 2001 im Sterling Sound Studio in New York von Greg Calbi durchgeführt.

## Deluxe Edition 2011
Greg Calbi, der „Senior Mastering Engineer“ des Sterling Sound Studios übernahm 10 Jahre später auch das Remastering der Deluxe Edition; Gleiches hatte er 2010 schon für die Deluxe Edition des Albums Industrial Silence erledigt. Wie schon beim Vorgängeralbum sind auf der zweiten CD weitere zuvor auf EPs und B-Seiten erschienene Stücke veröffentlicht worden. Aufgrund der Fülle des Materials wurden drei zusätzliche Stücke schon auf CD 1 hinter das reguläre Album geschoben. Das Stück The Lost Gospel war 2005 auf dem Album The Deep End in einer neuen Fassung erstveröffentlicht worden. Unter den Titeln auf CD 2 finden sich außerdem zwei Coverversionen von Neil Young und Lee Hazlewood, die jeweils ursprünglich für Tributealben dieser Komponisten aufgenommen wurden.

## Titelliste

### Erstveröffentlichung 2001
1. Black Mambo – 5:56
2. Step into This Room and Dance for Me – 5:13
3. Nightly Disease, Pt. 2 – 3:29
4. Lucy One – 4:49
5. Hands Up – I Love You – 5:36
6. A Deadend Mind – 4:52
7. The Frontman – 4:43
8. We Are Go – 4:47
9. Into Heartbeats – 4:32
10. Sister – 9:01
11. Two Black Bones – 5:21
12. Only When You're Gone – 6:31

Bonus-CD The Nightly Disease Vol. II
1. The Nightly Disease Pt. 1 – 6:14
2. Big Sleep – 3:49
3. I'm Sorry – 4:40

- Alle Titel: Musik von Madrugada, Texte von Høyem, außer:
  - CD1, Titel 2: Text von Høyem und Burås
  - CD2, Titel 3: Text von Burås

### The Nightly Disease Deluxe Edition (2011)
CD 1
1. Black Mambo – 5:56
2. Step into This Room and Dance for Me – 5:13
3. Nightly Disease, Pt. 2 – 3:29
4. Lucy One – 4:49
5. Hands Up – I Love You – 5:36
6. A Deadend Mind – 4:52
7. The Frontman – 4:43
8. We Are Go – 4:47
9. Into Heartbeats – 4:32
10. Sister – 9:01
11. Two Black Bones – 5:21
12. Only When You're Gone – 6:31
13. The Nightly Disease Pt. 1 – 6:14
14. Big Sleep – 3:49
15. Run Away With Me – 3:41

CD 2
1. City Blues  [J. Agnello Mix 2011] – 3:33
2. Lost Gospel  [J. Agnello Mix 2011] – 3:53
3. California [Athletic Sound Demo] [J. Agnello Mix 2011] – 2:43
4. Ice-9 – 2:57
5. Ready to Carry You – 3:02
6. View From a Hilltop [Copenhagen Demo] – 3:00
7. Fast Blues for Little V. – 3:25
8. 4-Track Country Songs, Pt. 1 – 3:05
9. 4-Track Country Songs, Pt. 2 – 5:10
10. I'm Sorry – 4:40
11. Thrasher – 8:51
12. Come on Home to Me (feat: Neil McNasty) – 5:22
13. Local Norma Jean [Stockholm Demo] [J. Agnello Mix 2011] – 3:29
14. Stop the Beats [Stockholm Demo] [J. Agnello Mix 2011] – 3:36
15. Nightclub (Hands Up – I Love You) [Stockholm Demo] [J. Agnello Mix 2011] – 5:52
16. If I Only Had My Guitar – 4:17
17. Lord, Why Have You Left Me? – 5:03
18. Departure #6 – 4:00
19. Lift Me [Demo] – 3:11

- Alle Titel: Musik von Madrugada, Texte von Høyem, außer:
  - CD1, Titel 4 und 19: Text von Jacobsen
  - CD2, Titel 10: Text von Burås
  - CD2, Titel 11: Text und Musik von Neil Young
  - CD2, Titel 12: Text und Musik von Lee Hazlewood

## Besetzung

### Madrugada
- Robert S. Burås: Gitarren, Lärmeffekte („noise effects“, Titel 4)
- Sivert Høyem: Gesang
- Frode Jacobsen: Bass, Groovebox (Titel 4)
- Jon Lauvland Pettersen: Schlagzeug

### Weitere Musiker
- Siobhan Duffy: Gesang (Titel 10, 12)
- Eric Heywood: Pedal-Steel-Gitarre (Titel 7, 9, 12)
- Dr Humper S.; Ruddy; DJ Electric Lane; Kerry K; Dan und JD Edorf: Händeklatschen (Titel 4)